# Marty McFly
Martin Seamus McFly je izmišljeni lik i protagonist u trilogiji filmova Povratak u budućnost. Utjelovljuje ga glumac Michael J. Fox. McFly se pojavljuje u animiranoj seriji baziranoj na filmu, no glas mu ne daje Fox, već David Kaufman, kao i u videoigri baziranoj na filmu u kojoj mu glas daje A. J. Locascio; ipak Fox je dao glas za lik krajem igre. Godine 2008., McFlya je časopis Empire proglasio 12. najboljim filmskim likom svih vremena.

## Biografija
Marty je rođen u Hill Valleyju, Kalifornija u obitelji McFly, obitelji irskog podrijetla. O Martyjevom životu prije prvog filma Povratak u budućnost se ne zna puno, osim toga da je spalio tepih u dnevnoj sobi kada je imao samo osam godina (što je Marty sam otkrio svojim roditeljima u prošlosti). Upoznao je prijatelja doktora Emmetta "Doca" Browna kada je imao četrnaest godina, nakon što je čuo kako je Brown opasan luđak. Marty, koji je bio "pravi neustrašivi američki tinejdžer" htio se sam uvjeriti u Brownovu ludost. Nakon što je ostao fasciniran Docovim laboratorijem i izumima, Doc ga je uhvatio kako se šulja po laboratoriju, no bilo mu je drago što mu se sviđaju njegovi izumi. Od tada su prijatelji.
Tijekom 1985. godine, Marty je gitarist u svojoj grupi The Pinheads, voli sastave kao što su Huey Lewis and the News, Tom Petty and the Heartbreakers, i Van Halen. Također je i talentiran skejter, a dobro puca iz pištolja, što je naučio igrajući arkadnu igricu Wild Gunman u lokalnom kafiću 7-Eleven.
Marty je dobar momak, prijateljski nastrojen, opušten, no sklon opasnosti, koji katkad ne razmišlja baš najbolje; ali ipak u opasnim i kritičkim situacijama pokazuje da je brz i inteligentan. Pokazao se i kao dobar ulični borac, udarajući neprijatelje u više navrata. Odan je svojoj obitelji i prijateljima, neovisno o odnosu s njima. Ipak, Martyjeva glavna mana je njegov ponos, zbog čega u više navrata upada u opasne tučnjave i situacije, jer, očito, ne želi ispasti kukavica. No tijekom posjete 1885. godine, njegov predak Seamus McFly objasnio mu je kako je njegov brat Martin ubijen nakon što je stranac preispitao njegov ponos, nakon čega je Marty počeo preispitivati zašto ga briga što drugi misle o njemu.
Do 2015. godine, Martyjev život naglo je krenuo nizbrdo nakon što je ozlijedio dlan, zbog čega nije više mogao svirati gitaru. Ozljedu je dobio 1985. godine, nakon što ga je školski neprijtelj Douglas J. Needles izazvao na uličnu trku, u kojoj se sudario sa svojim Rolls-Royceom. Godine 1885., Biff Tannenov pradjed Buford izazove Martyja na obračun, kojeg Marty pobjeđuje iako nije pucao u Buforda. Kada se vrati natrag u 1985. godinu, odbija Needlesovu ponudu, prisjetivši se Seamusove priče i okršaja, što ga je spasilo od katastrofe koja bi uništila njegove buduće glazbene planove. Ovo pokazuje kako je Marty sazrio te kako ga riječ "kukavica" više ne ljuti. Kroz godine, Marty je naučio sam donositi odluke, i prestalo ga je biti briga što drugi misle o njemu, što je promijenio njegovu budućnost na bolje.

## Obitelj
Marty McFly najmlađi je od troje djece Georga McFlyja i Lorraine Baines-McFly. Ima brata, Davea McFlyja, i sestru, Lindu McFly. Također ima tri ujaka i jednu ujnu. Jedan od ujaka, Joey je u zatvoru tijekom 1985. godine.
Marty ima djevojku imena Jennifer Parker i najboljeg prijatelja doktora Emmetta Browna, znanog samo kao "Doc." Postoji intuicija da se Marty srami svoje obitelji te kako preferira provoditi vrijeme s Jennifer, Docom ili prijateljima iz svog sastava, The Pinheads. Ipak, čini se kako se Martyjeva veza s obitelji promijenila nakon što se vratio iz 1955. godine, zbog čega je George postao uspješan pisac, a Loraine profesorica na sveučilištu. Marty je također upoznao svog prapradjeda Seamusa i praprabaku Maggie, kada se vratio u 1885. godinu, kao i njihovog sina Williama, Martyjeva pradjeda i Georgeovoga djeda. Marty je imao i prapraujaka, koji je poginuo u obračunu nekad prije 1885. godine.
Kako su se Marty i Doc upoznali nije nikada objašnjeno u filmu, ipak scenarist filma Bob Gale ispričao je priču 2011. godine: "Martyju su godinama govorili kako je Doc opasan, travaš i luđak. Pa tako, 14-godišnji "pravi neustrašivi američki tinejdžer" Marty, odlučio je sam otkriti zašto je taj tip tako opasan. Marty se ušuljao u Docov laboratorij te ostao fasciniran Docovim izumima. Kada ga je Doc uhvatio, nije bio ljut već mu je bilo drago da netko misli kako su njegovi izumi zanimljivi. Oba su bili crne ovce svoga društva. Doc je Martyju ponudio posao njegova pomoćnika, kako oko njega, laboratorija ili psa".
Do 2015. godine, Marty je oženio Jennifer, s kojom je dobio sina Martina "Martyja" Jr. i kći Marlene.

## Pseudonimi
Marty je koristio nekoliko pseudonima kroz priču Povratka u budućnost, najčešće zbog upoznavanja svoje obitelji. Lorraine je 1955. godine mislila da se Marty zove Calvin Klein, jer je tada nosio donje gaće te marke. Marty se, kako bi natjerao Georga da pozove Lorraine na ples, koristio pseudonimom "Darth Vader, izvanzemaljcem s planeta Vulcan". Koristio se i pseudonimom "Clint Eastwood" kada ga je za ime pitala Maggie McFly i kasnije Buford Tannen. U videoigri baziranoj na filmu, koristi se trima pseudonima; Sonny Crockett, Harry Callahan, i Michael Corleone.

## Vanjske poveznice
- Marty McFly  Arhivirana inačica izvorne stranice od 7. svibnja 2017. (Wayback Machine) na IMDb-u

### Sestrinski projekti
|  | Zajednički poslužitelj ima još gradiva o temi Marty McFly |